# Klausdorf (Treuenbrietzen)

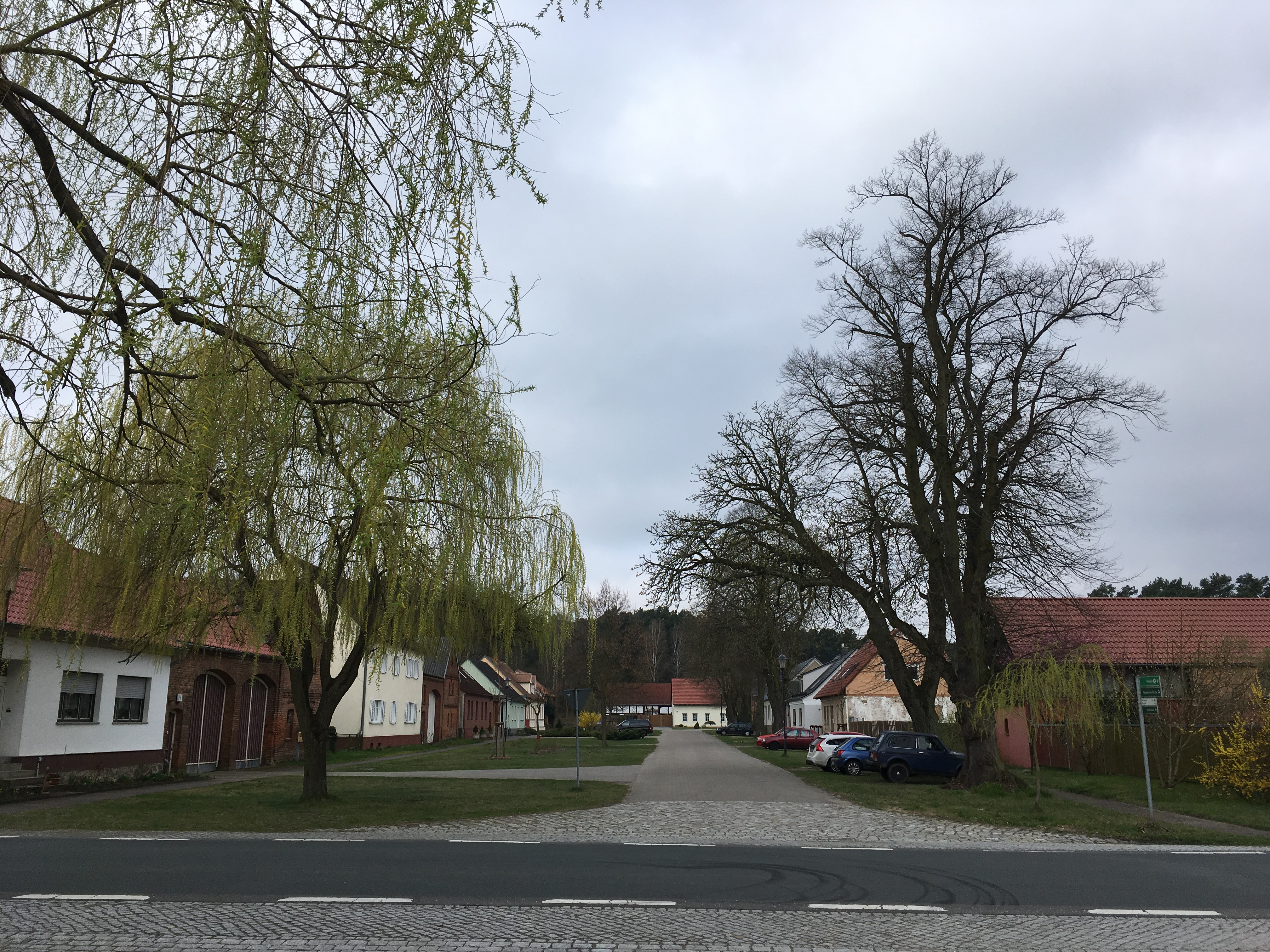
Dorfstraße in Klausdorf

Klausdorf ist neben Pechüle einer der beiden Gemeindeteile von Bardenitz, einem Ortsteil der Stadt Treuenbrietzen im Landkreis Potsdam-Mittelmark in Brandenburg.

## Geographische Lage
Klausdorf liegt südöstlich des Stadtzentrums. Im Norden befindet sich der Ortsteil Bardenitz, im Osten die Stadt Jüterbog und im Süden sowie im Westen der Treuenbrietzener Ortsteil Frohnsdorf. Die Gemarkung ist nur wenige Quadratkilometer groß und erstreckt sich entlang der Landstraße 812, die in Nord-Süd-Richtung durch den Ort verläuft. Sie ist – von einigen Landwegen abgesehen – die einzige nennenswerte Verbindung zu den Nachbargemeinden.

## Geschichte
Die erste urkundliche Erwähnung stammt aus dem Jahr 1311. Ausweislich einer Informationstafel im Ort bestanden bereits im Mittelalter zwei Dorfstellen, die in einer Karte aus dem Jahr 1680 als alte Dorfstelle und neue Dorfstelle verzeichnet waren. 1426 verkaufte der Markgraf Johann von Sachsen den Ort an das Kloster Zinna. Zwischen 1435 und 1452 fiel der Ort wüst und wurde als Die wüste mark und dorpstelle von den Zisterziensermönchen an die Bauern im benachbarten Pechüle verpachtet. Dort befand sich bereits seit dem ersten Drittel des 13. Jahrhunderts die Dorfkirche Pechüle, so dass die Bauern auf die Errichtung eines weiteren Sakralbaus in Klausdorf verzichteten. Sie nutzen die Fläche als Weideland für ihr Vieh. Dieser Zustand blieb über Jahrhunderte unverändert, bis nach der Reformation im Jahr 1748 neun Pfälzer Familien in die Region kamen. Die Ansiedlung führte zu erheblichem Widerstand bei den Pechüler Bauern, die um die Rechte an den Weideflächen stritten und sogar zu einem Einsatz von zwanzig Grenadierern aus Treuenbrietzen führte.
1907 begannen Handwerker mit der Errichtung der neubarocken Saalkirche, die ein Jahr später eingeweiht werden konnte. Sie erlitt sowohl im Ersten Weltkrieg, wie auch im Zweiten Weltkrieg zum Teil erhebliche Beschädigungen.
1974 erfolgte die Eingemeindung von Klausdorf und Pechüle nach Bardenitz. In den 1980er Jahren führten Experten eine aufwendige Melioration durch, um durch kulturtechnische Maßnahmen die Bodenverhältnisse zu verbessern. In dieser Zeit begannen die Bewohner Klausdorfs damit, die mittlerweile baufällig und vom Abriss bedrohte Kirche zu sanieren. 1998 feierte Klausdorf sein 250-jähriges Bestehen. Am 31. Dezember 2002 wurde Bardenitz mit Pechüle und Klausdorf ein Teil der Stadt Treuenbrietzen. 2010 gründete sich ein Förderverein, der sich seit dieser Zeit für die Sanierung der Kirche einsetzt.

## Kultur und Sehenswürdigkeiten
- Die Dorfkirche in Klausdorf entstand In den Jahren 1907 und 1908 als neubarocke Saalkirche. Die schlichte Ausstattung stammt aus der Bauzeit. Südlich der Kirche liegt der Friedhof mit einem Denkmal für die Gefallenen der Weltkriege.
- Ein Förderverein engagiert sich seit 2010 für den Erhalt der Kirche und führt Lesungen und andere Kulturveranstaltungen durch.

## Wirtschaft und Infrastruktur

### Wirtschaft
Im Ort existieren eine Fleischerei mit Hofladen sowie ein Planungsbüro für Audio- und Videotechnik sowie Gebäudeautomatisierung.

### Verkehr
Durch den Ort verläuft in Nord-Süd-Richtung die Landstraße 812, die Klausdorf mit Bardenitz im Norden sowie der Bundesstraße 102 im Süden verbindet. Die Strecke ist ein Teil des Radwanderweges Tour Brandenburg.
Die Buslinie 549 eines im öffentlichen Auftrag tätigen Transportunternehmers verbindet den Ortsteil mit Treuenbrietzen, Jüterbog und Bardenitz.